# Boulder Creek
Boulder Creek – jednostka osadnicza w Stanach Zjednoczonych, w stanie Kalifornia, w hrabstwie Santa Cruz.